# Gymnanthenea globigera
Gymnanthenea globigera är en sjöstjärneart som först beskrevs av Döderlein 1915.  Gymnanthenea globigera ingår i släktet Gymnanthenea och familjen Oreasteridae. Inga underarter finns listade i Catalogue of Life.